# Schilderkunst van de 21e eeuw
De Schilderkunst van de 21e eeuw is de schilderkunst vanaf 2000.

## Inleiding
Natuurlijk is er in het jaar 2000 niet opeens een totale breuk met het verleden opgetreden. Alle stromingen binnen de schilderkunst van de 20e eeuw die tot de hedendaagse kunst behoren vinden gewoon hun voortzetting in de 21e eeuw. Op de kunstmarkt bestaat daarnaast weer grote belangstelling voor jonge figuratieve schilderkunst. De van oorsprong Duitse schilderes Tomma Abts won in 2006 de Engelse Turner Prize met abstract geometrische schilderijen.
Actuele jonge 'kunstschilders': 
- Marcel van Eeden tekent iedere dag een zwart-wit tekening voor zijn tekenblog

- Dan Perjovschi, David Shrigley, Markus Vater tekenen met viltstift ironische commentaren. (bron: Art-Magazine.de)

- Menno Baars manifesteert zich op grote sportprojecten waarbij hij enorme schilderijen maakt

- Peter Callesen, Andreas Schulenburg stellen tentoon in Kopenhagen. (bron: Art-Magazine.de)

- Tim Eitel, Anton Henning, Karin Kneffel, Heribert Ottersbach en Corinne Wasmuht zijn actueel in Duitsland. (Museum Frieder Burda, Baden-Baden)

- Kelley Walker, Kristin Baker, Mark Grotjahn, Aleksandra Mir, Marc Handelman, Daniel Hesidence, Ellen Altfest, Rodney McMillian, Dan Colen, zijn slechts enkele namen van de jonge Amerikaanse schilders die tentoonstellen bij Saatchi Gallery in Londen.

Het zou te ver voeren om hier alle nieuwe ontwikkelingen op de voet te volgen. Kunstliefhebbers met belangstelling voor hedendaagse kunst konden in 2007 aan hun trekken komen wanneer zij de Biënnale van Venetië bezoeken of de Documenta in Kassel. 
Daarnaast zijn er tal van mogelijkheden om zich op de hoogte te stellen via de galerieprogramma's bijvoorbeeld op het internet en in de kunsttijdschriften. Ook kan men tentoonstellingen bezoeken in musea voor hedendaagse kunst.

## Enkele nieuwe stromingen

### Neue Leipziger Schule
- Neo Rauch

### Onafhankelijk realisme
- Onafhankelijk realisme is de naam waaronder een groot aantal hedendaagse realistische kunstenaars zich presenteren in Museum Møhlmann te Venhuizen.

- Hans Deuss | Anja Jager | Henk Helmantel | Frans Koppelaar | Wout Muller | Rein Pol | Evert Thielen | Herman Tulp

### Planetarisme
- Planetarisme is een multimediaal project van Kiro Urdin, dat een bijdrage wil zijn aan de integratie en de synthese van diverse kunsten: schilderkunst, film, fotografie, muziek, dans, video.

### Stuckisme
- Stuckisme is ontstaan in Engeland, waar een groep kunstenaars rond Billy Childish en Charles Thomson zich afzette tegen multimedia- en performance kunst en alleen de schilderkunst als echte kunst wil laten gelden. Deze opvattingen vonden internationaal navolging.

## Musea
De hedendaagse kunst wordt onder meer vertoont in diverse musea voor moderne kunst. 
Voor een overzicht zie:
- Lijst van musea voor moderne kunst in Nederland
- Lijst van musea voor moderne kunst